# Moeda de Ouro do Grande Qing
A Moeda de Ouro do Grande Qing  (chinês tradicional: 大清金幣, chinês simplificado: 大清金币, pinyin: Dà Qīng Jīn Bì, também conhecida como Moeda de Ouro da Dinastia Qing ou Da-Qing Jinbi, era o nome de uma série não emitida de moedas de ouro produzidas sob o reinado do Imperador Guangxu da Dinastia Qing liderada pelos Manchus. Essas moedas foram produzidas no cenário de que o governo da dinastia Qing adotaria o padrão-ouro, como era comum na maior parte do mundo na época.
Durante a dinastia Qing, o sistema de cunhagem chinês era baseado em um sistema bimetálico de cobre e prata, e essas moedas propostas também teriam introduzido a cunhagem de ouro na China. Entretanto, apenas um pequeno número de moedas de teste foi produzido nos anos de 1906 e 1907, apesar da produção dessas moedas padrão, a Grande Moeda de Ouro Qing nunca entrou em circulação.

## História
A Dinastia Qing utilizou um sistema monetário bimetálico baseado em moedas de prata e moedas de liga de cobre fundido e, durante o século XIX, a cunhagem moderna de moedas cunhadas à máquina do mundo ocidental inspirou a produção local de moedas cunhadas pelos governos provinciais.   A primeira delas foi a emissão provincial do Guangxu Yuanbao (光緒元寶), que mais tarde inspiraria o governo da dinastia Qing a padronizar sua moeda em todo o país devido aos diferentes pesos e padrões usados na China. 
Durante os últimos anos da dinastia Manchu Qing, o sistema de cunhagem foi espalhado com moedas feitas pelo governo central, moedas locais e algumas moedas estrangeiras circulando juntas no setor privado da China, resultando em muita confusão monetária, o que tornou a gestão fiscal e financeira na China bastante difícil. Numa tentativa de pôr ordem neste caos, algumas pessoas, como Chen Zhi, começaram a defender que a China colocasse a sua moeda no padrão-ouro.  O reformador Liang Qichao fez campanha para que o governo da dinastia Qing imitasse o mundo ocidental e Império do Japão, adotando o padrão-ouro, unificando as moedas refratárias da China e emitindo notas bancárias apoiadas pelo governo com uma reserva metálica de ⅓. 
No ano de Guangxu 29 (1903), o Ministério da Receita de Pequim autorizou um pequeno número de moedas de ouro de 1 Kuping tael com padrão Guangxu Yuanbao com a inscrição em inglês "29TH YEAR OF KUANG HSÜ - HU POO", os moldes dessas moedas foram provavelmente produzidos na Casa da Moeda do Japão em Osaka, Império do Japão.  No ano de Guangxu 30 (1904), o Ministério da Receita criou uma implementação concreta para a fabricação de moedas de ouro,  enquanto em Guangxu 31 (1905) o governo da dinastia Qing reformou o sistema monetário para permitir moedas de ouro, estas seriam fundidas pela Casa da Moeda Geral de Tianjin operada pelo Ministério da Receita com a inscrição "Grande Moeda de Ouro Qing" (大清金幣),  Essas moedas tinham uma inscrição semelhante à Moeda de Cobre do Grande Qing de liga de cobre (大清銅幣)   e à Moeda de Prata do Grande Qing (大清銀幣), que foram ambas introduzidas para padronizar as moedas nacionais em seus respectivos metais.
Apenas um pequeno número de moedas de teste com esta inscrição foram cunhadas e não eram destinadas à circulação geral, pois as reservas de ouro da dinastia Qing se mostraram insuficientes. Essas moedas pesavam 1 Kuping Tael e foram fundidas nos anos Guangxu 32 (1906) e Guangxu 33 (1907) e apresentavam um desenho de um dragão chinês de um lado e a inscrição do outro com o ano de fundição mostrado em anos cíclicos chineses .  
Devido à escassa produção dessas moedas, as Grandes Moedas de Ouro Qing foram vendidas em leilões a preços altos; durante a década de 2010, em 1907, a Grande Moeda de Ouro Qing foi estimada em um valor entre US$ 80.000 e US$ 100.000.  Em 2006, uma Grande Moeda foi vendida por RMB 2.090.000, em 2007, uma Grande Moeda de Ouro Qing de 1907 foi vendida por RMB 1.904.000 e outra por RMB 1.064.000, no ano de 2008, uma Grande Moeda de Ouro Qing de 1906 foi vendida por RMB 1.792.000, em 2013, uma Grande Moeda de Ouro Qing de 1906 foi vendida por RMB 1.150.000, e em 2014, uma Grande Moeda de Ouro Qing de 1906 foi vendida por RMB 897.000 em um leilão em Pequim.

## Design
O anverso da Grande Moeda apresentava os caracteres chineses tradicionais "大清金幣", que poderiam ser traduzidos como "Moeda de Ouro do Grande Qing" em seu centro, no topo da moeda estava a data de fabricação usando a data do calendário chinês e a era do reinado do Imperador Guangxu, as moedas de 1906 tinham o texto "造年午丙緒光" escrito da direita para a esquerda, enquanto as moedas de 1907 apresentavam o texto "造年未丁緒光".  Na parte inferior da moeda estava o texto "兩一平庫" escrito da direita para a esquerda, indicando que o peso da moeda era de 1 Kuping Tael (ou 37,5 gramas) de ouro.  O reverso dessas moedas representava um grande dragão chinês perseguindo a pérola que realiza desejos, cercado por nuvens auspiciosas. 
| Variantes da Moeda de Ouro do Grande Qing | Variantes da Moeda de Ouro do Grande Qing | Variantes da Moeda de Ouro do Grande Qing | Variantes da Moeda de Ouro do Grande Qing |
| Ano (calendário chinês)                   | Ano (calendário gregoriano)               | Ano (nome da era chinesa)                 | Imagem                                    |
| ----------------------------------------- | ----------------------------------------- | ----------------------------------------- | ----------------------------------------- |
| 光緒丙午年造                              | 1906                                      | Guangxu 32                                |                                           |
| 光緒丁未年造                              | 1907                                      | Guangxu 33                                |                                           |